# Anja Zysk
Anja Zysk (* 1971 in Würselen) ist eine rechtsextreme deutsche Politikerin, die von November 2005 bis Januar 2007 Vorsitzende des Landesverbands Hamburg der NPD war.
Am 26. März 2007 gab Zysk ihren Austritt aus der NPD bekannt.

## Politischer Werdegang
Die aus Nordrhein-Westfalen stammende Anja Zysk war der erste weibliche Landesvorsitzende der NPD. Bevor sie 2004 nach Hamburg zog, hatte sie an der RWTH in Aachen Wirtschaftswissenschaften und Politik studiert. In Hamburg absolvierte sie ein Studium zur Diplom-Handelsschullehrerin (Unterrichtsfach: Politik), wurde aber nicht in den hamburgischen Schuldienst übernommen. Am 27. November 2005 wurde sie als Nachfolgerin von Ulrich Harder auf einem Landesparteitag der NPD von 83,3 % der Delegierten zur neuen Landesvorsitzenden gewählt. Zuvor hatte sie seit März 2005 an Veranstaltungen der NPD und anderer rechtsextremer Organisationen in Norddeutschland teilgenommen. Zur Bundestagswahl 2005 trat sie auf Platz 2 der Landesliste und als Direktkandidatin für Hamburg-Altona an. In ihrer Funktion als Landesvorsitzende meldete sie Demonstrationen der Partei an, sprach bei rechtsextremen Demonstrationen anderer Veranstalter und hielt Vorträge bei Parteiversammlungen. 
Nach einer Sitzung des Landesvorstands der Hamburger NPD trat am 4. Januar 2007 der gesamte Vorstand einschließlich Anja Zysk zurück. Als Hintergrund des Konflikts vermutet der Tagesschau-Mitarbeiter Patrick Gensing eine von Zysk unterstützte Kampagne gegen einen Moschee-Bau in Hamburg-Bergedorf. Diese stieß parteiintern auf Kritik, möglicherweise, weil manche Parteimitglieder aus dem Spektrum der Autonomen Nationalisten eine Querfront mit radikalen Islamisten anstrebt. Gleichzeitig beklagte sich Zysk darüber, dass nicht die „demokratisch gewählten Vorstände“ das Sagen hätten, sondern das Geschehen „mehr und mehr von Kräften außerhalb des Landesverbandes gelenkt wird“. Dies zielt auf eine zunehmende Einflussnahme des NPD-Bundesvorstandsmitglieds Thomas Wulff ab, der offenbar den im September 2006 in die NPD eingetretenen Rieger als neuen Landesvorsitzenden und Spitzenkandidaten bei der Bürgerschaftswahl 2008 einsetzen wollte. Der NPD-Bundesvorstand leitete zwischenzeitlich auf seiner Sitzung am 3. Januar 2007 ein Parteiausschlussverfahren gegen Zysk ein.
Auf dem Landesparteitag der Hamburger NPD wurde am 25. Februar 2007 Jürgen Rieger als neuer Landesvorsitzender gewählt.
Am 26. März 2007 trat Anja Zysk als Kreisvorsitzende von Hamburg-Harburg zurück und verließ die NPD.